# Associazione dei quotidiani in lingua minoritaria e regionale
L'Associazione dei quotidiani in lingua minoritaria e regionale o MIDAS (dall'inglese Minority Dailies Association) è un'associazione senza scopo di lucro che raccoglie 27 quotidiani di 12 paesi europei, la cui caratteristica comune è quella di essere editi, per almeno il 51%, in una lingua minoritaria rispetto al paese in cui vengono pubblicati.
Ha sede in Italia, a Bolzano, presso il Center for Autonomy Experience all'Accademia Europea di Bolzano (Eurac Research).

## Quotidiani membri
| Stato      | Lingua minoritaria | Quotidiano                               |
| ---------- | ------------------ | ---------------------------------------- |
| Croazia    | Italiano           | La Voce del Popolo                       |
| Rep. Ceca  | Polacco            | Głos Ludu                                |
| Danimarca  | Tedesco            | Der Nordschleswiger                      |
| Finlandia  | Svedese            | Åland                                    |
| Finlandia  | Svedese            | Hufvudstadsbladet                        |
| Finlandia  | Svedese            | Nya Åland                                |
| Finlandia  | Svedese            | Österbottens Tidning                     |
| Finlandia  | Svedese            | Vasabladet                               |
| Finlandia  | Svedese            | Västra Nyland                            |
| Germania   | Danese             | Flensborg Avis                           |
| Germania   | Sorabo superiore   | Serbske Nowiny                           |
| Italia     | Tedesco            | Dolomiten                                |
| Italia     | Tedesco            | Neue Südtiroler Tageszeitung             |
| Italia     | Sloveno            | Primorski dnevnik                        |
| Lituania   | Polacco            | Kurier Wileński                          |
| Romania    | Tedesco            | Allgemeine Deutsche Zeitung für Rumänien |
| Romania    | Ungherese          | Bihari Napló                             |
| Romania    | Ungherese          | Hargita Népe                             |
| Romania    | Ungherese          | Nyugati Jelen                            |
| Romania    | Ungherese          | Szabadság                                |
| Serbia     | Ungherese          | Magyar Szó                               |
| Slovacchia | Ungherese          | Új Szó                                   |
| Spagna     | Catalano           | Diari de Balears                         |
| Spagna     | Catalano           | VilaWeb                                  |
| Spagna     | Catalano           | Regió7                                   |
| Spagna     | Basco              | Berria                                   |
| Svizzera   | Romancio           | La Quotidiana                            |

## Presidenti
| Anno inizio | Anno fine | Nome            | Quotidiano |
| ----------- | --------- | --------------- | ---------- |
| 2001        | 2013      | Toni Ebner      | Dolomiten  |
| 2013        | in carica | Edita Slezáková | Új Szó     |

## Premi

### Premio MIDAS per il giornalismo
Ufficialmente denominato Midas Prize for Journalism in Minority Protection and Cultural Diversity in Europe, viene assegnato annualmente dal 2004 ad un giornalista di uno dei periodici membri dell'associazione per un articolo o una serie di articoli pubblicati nell'anno precedente e che promuovano la protezione delle minoranze e la diversità culturale, che combattano il razzismo e le discriminazioni e che contribuiscano ad una migliore comprensione delle diversità culturali ed etniche. Il premio viene assegnato dal presidente del MIDAS, su proposta del consiglio.

#### Vincitori del premio MIDAS
| Anno | Vincitore                                    | Periodico                                |
| ---- | -------------------------------------------- | ---------------------------------------- |
| 2004 | Ainara Mendiola                              | Berria                                   |
| 2005 | Björn Mansson                                | Hufvudstadsbladet                        |
| 2006 | Jan Diedrichsen                              | Der Nordschleswiger                      |
| 2007 | Hatto Schmidt                                | Dolomiten                                |
| 2008 | Jens Nygaard                                 | Flensborg Avis                           |
| 2009 | Salvador Cardus                              | Avui La Vanguardia                       |
| 2010 | Örs Szeghalmi                                | Bihari Naplo                             |
| 2011 | Jeanette Björkqyist                          | Hufvudstadsbladet                        |
| 2012 | Mária Vrabec                                 | Új Szó                                   |
| 2013 | Christine Chiriac                            | Allgemeine Deutsche Zeitung für Rumänien |
| 2014 | Dolors Altarriba                             | El 9 Nou                                 |
| 2015 | Ina Grønvig Lise B. Christoffersen Eyla Both | Flenborg Avis                            |
| 2016 | Adelaida Ivan                                | Allgemeine Deutsche Zeitung für Rumänien |
| 2017 | Sandor Tence                                 | Primorski dnevnik                        |
| 2018 | Istvan Pap                                   | Bihari Napló                             |
| 2019 | Gabriel von Toggenburg                       | Dolomiten                                |
| 2020 | Emese Ibos                                   | Uj Szó                                   |

### Premio Otto d'Asburgo per il giornalismo
Ufficialmente denominato Otto von Habsburg Prize for Journalism in Minority Protection and Cultural Diversity in Europe, viene assegnato annualmente dal 2004 ad un giornalista della carta stampata, della TV, della radio o di testate on-line, per un articolo o una serie di articoli pubblicati nell'anno precedente e che promuovano la protezione delle minoranze e la diversità culturale, che combattano il razzismo e le discriminazioni e che contribuiscano ad una migliore comprensione delle diversità culturali ed etniche. Il premio, dedicato alla memoria di Otto d'Asburgo, viene assegnato dalla famiglia su proposta del consiglio del MIDAS.

#### Vincitori del premio Otto d'Asburgo
| Anno | Vincitore                                | Testata                                  | Tipologia      |
| ---- | ---------------------------------------- | ---------------------------------------- | -------------- |
| 2004 | Reinhard Olt                             | Frankfurter Allgemeine Zeitung           | Carta stampata |
| 2005 | Gian Antonio Stella                      | Corriere della Sera                      | Carta stampata |
| 2006 | Ivan Zsolt Nagy                          | Magyar Nemzet                            | Carta stampata |
| 2007 | Margaretha Kopeinig                      | Kurier                                   | Carta stampata |
| 2008 | Marius Cosmeanu                          | Cotidianul                               | Carta stampata |
| 2009 | Marcin Wojciechowski                     | Gazeta Wyborcza                          | Carta stampata |
| 2010 | Stefan Hríb                              | .týždeň                                  | Carta stampata |
| 2011 | Peter Meier-Bergfeld                     | Rheinischer Merkur                       | Carta stampata |
| 2012 | Constanze Letsch                         | The Guardian                             | Carta stampata |
| 2013 | Keno Verseck                             | Der Spiegel                              | Carta stampata |
| 2014 | Laure Équy                               | Libération                               | Carta stampata |
| 2015 | Inoslav Bešker                           | Jutarnji list                            | Carta stampata |
| 2016 | Redazione di Servus, Srečno, Ciao        | ORF/ORF Carinzia                         | Radio e TV     |
| 2017 | Josep Maria Espinàs                      | El Periódico de Catalunya                | Carta stampata |
| 2018 | Petra Sorge                              | Berliner Zeitung                         | Carta stampata |
| 2019 | Flensburger Tageblatt e JydskeVestkysten | Flensburger Tageblatt e JydskeVestkysten | Carta stampata |
| 2020 | Paolo Rumiz                              | La Repubblica                            | Carta stampata |